# 布熱濟內縣

51°48′N 19°45′E / 51.800°N 19.750°E
布熱濟內縣（波蘭語：Powiat brzeziński）是波蘭的縣份，位於該國中部，由羅茲省負責管轄，首府設於布札希尼，面積359平方公里，2006年人口30,600，人口密度每平方公里85人。